# Dumbarton Rail Bridge
Die Dumbarton Rail Bridge ist eine unbenutzte Eisenbahnbrücke über die Bucht von San Francisco zwischen Redwood City und Newark (Kalifornien). Die eingleisige Brücke ist als Fachwerkbrücke mit Pratt-Trägern ausgeführt. Das mittlere Segment der Brücke ist als Drehbrücke ausgeführt. Der letzte Güterzug verkehrte im Jahr 1982. Teile der hölzernen Vorlandbrücke stürzten 1998 nach einem vermutlich durch Brandstiftung verursachten Feuer ein.

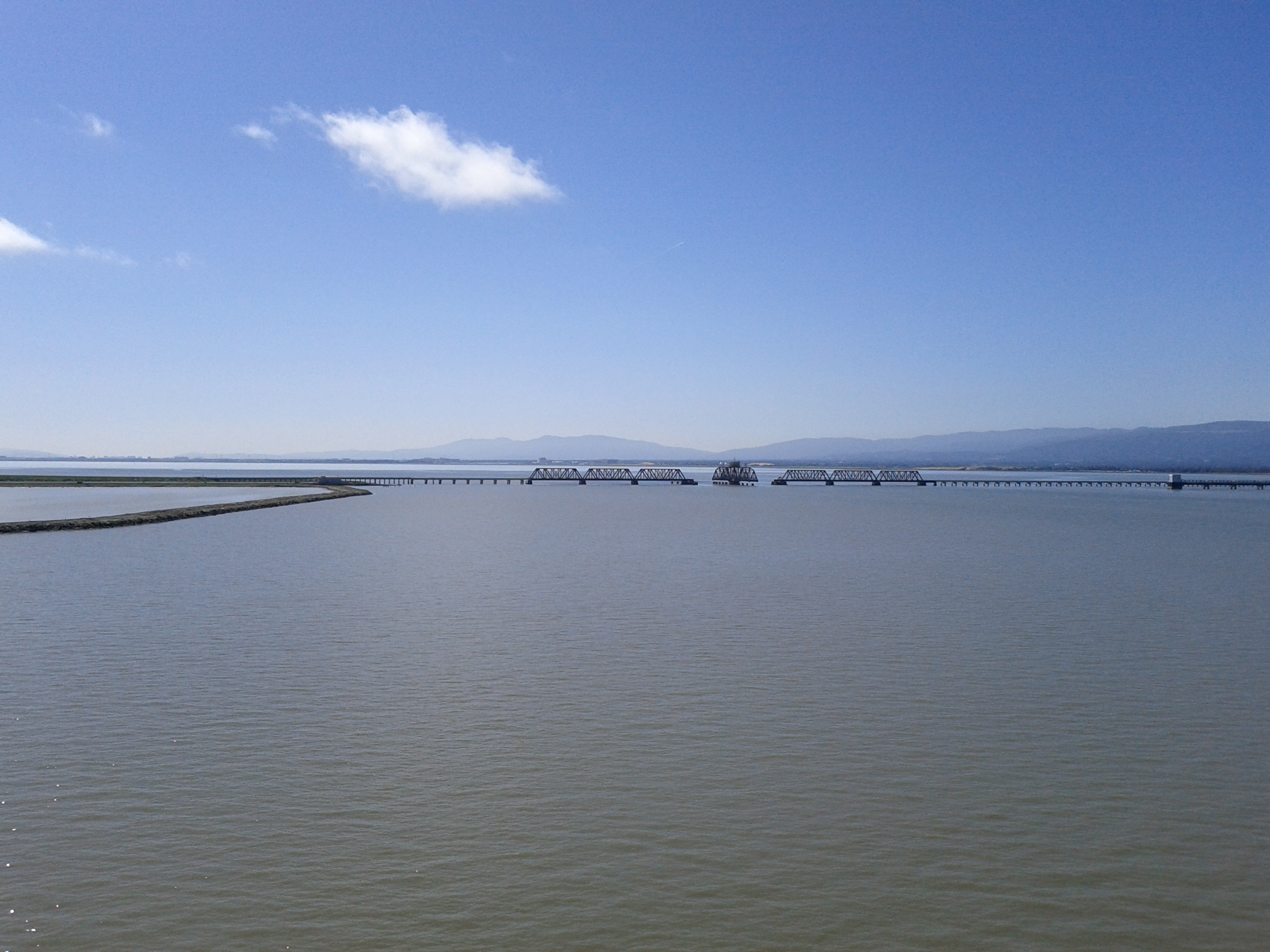
Ansicht mit Vorlandbrücken

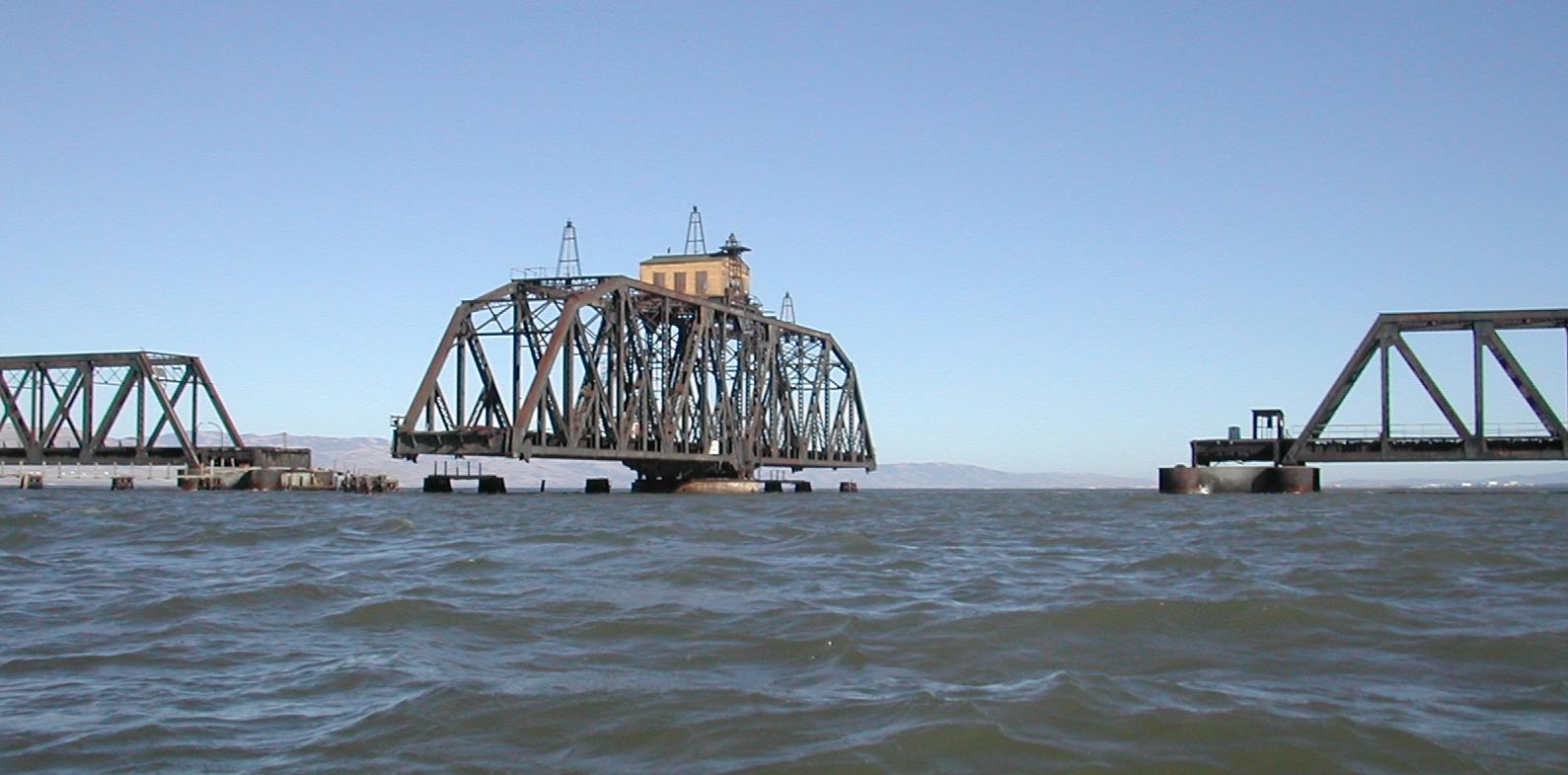
Geöffnetes Mittelstück